# Хаджин (нахия)
Хаджин (араб. ناحية هجين‎) — нахия в районе Абу-Камаль мухафазы Дайр-эз-Заур, Сирия. Площадь — 1743 км². Численность населения по данным переписи 2004 года составляла 97 870 человек. Административным центром нахии является одноимённый город.